# Ménéac
Ménéac (bretonisch Menieg) ist eine französische Gemeinde mit 1.478 Einwohnern (Stand 1. Januar 2022) im Département Morbihan in der Region Bretagne.

## Geografie
Ménéac liegt etwa 40 Kilometer östlich von Pontivy im Norden des Départements Morbihan an der Grenze zum Département Côtes-d’Armor. Nachbargemeinden sind Gomené im Norden, Merdrignac im Nordosten, Illifaut und Brignac im Osten, Évriguet im Südosten, Guilliers im Süden, Mohon und La Trinité-Porhoët im Südwesten sowie Plumieux im Westen.

## Geschichte
Die Gegend ist schon seit langer Zeit besiedelt. Es gibt Überreste aus prähistorischer und gallo-römischer Zeit. Erst 1019 werden Orte innerhalb der heutigen Gemeinde in einer Schenkungsurkunde von Guéthenoc, Herzog von Porhoët, an die Abtei Mont-Saint-Michel erstmals erwähnt. Historisch gesehen gehört Ménéac zur Region Pays de Saint-Malo (bretonisch: Bro-Sant-Maloù). Nach der Französischen Revolution war es Kampfgebiet zwischen Republikanischen Truppen und den Chouans. Politisch wurde Ménéac 1790 eine Gemeinde. Von 1793 an gehörte Ménéac zum Kanton La Trinité-Porhoët und zum Distrikt Ploërmel. Ab 1801 war sie Teil des Arrondissements Ploërmel (1926 aufgelöst). Seit 1926 gehört Ménéac zum Arrondissement Vannes und seit dem 22. März 2015 zum Kanton Ploërmel.

## Bevölkerungsentwicklung
| Jahr      | 1962 | 1968 | 1975 | 1982 | 1990 | 1999 | 2006 | 2012 | 2019 |
| Einwohner | 2615 | 2514 | 2185 | 2046 | 1837 | 1690 | 1712 | 1546 | 1532 |

## Sehenswürdigkeiten
- Schloss Bellouan aus dem 17. Jahrhundert
- Schloss La Riaye aus dem 15.–17. Jahrhundert
- zahlreiche Herrenhäuser (Briands, Coëtbily, Couesmelan etc.)
- Kirche Saint-Jean-Baptiste aus dem Jahr 1849
- Kapelle Saint-Michel aus dem 11. Jahrhundert (renoviert im 19. Jahrhundert) in Saint-Yger
- zahlreiche weitere öffentliche und private Kapellen in den Orten und Weilern der Gemeinde
- sehenswerte Häuser aus dem 18. Jahrhundert in Kerdreux und Ménéac
- vier Menhire beim Dorf; darunter der Menhir von Camblot und der Menhir von Bellouan
- Windmühlen in Le Hegan und Le Plessis-au-Rebours

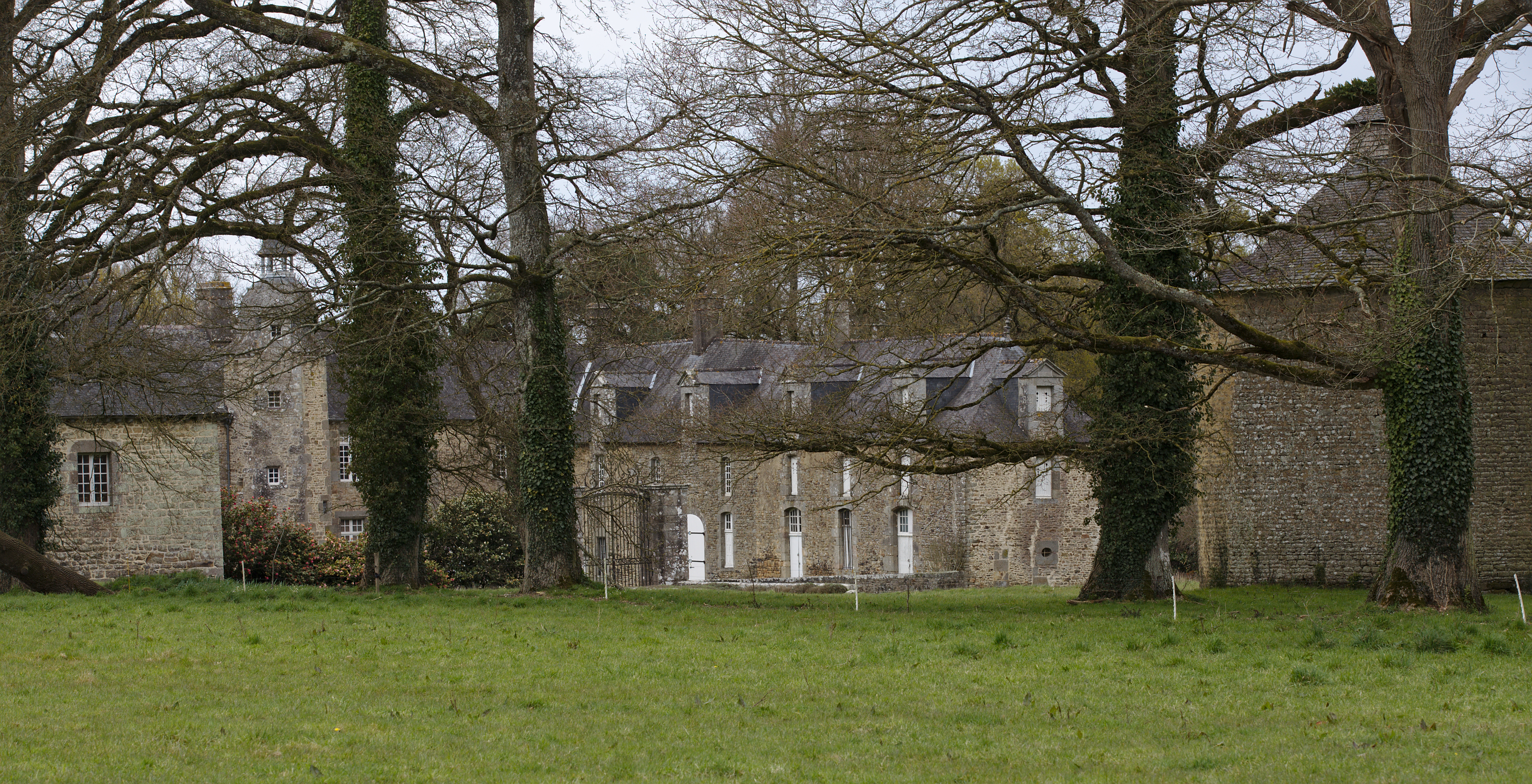
Schloss La Riaye

Quelle: